# Nosophora albiguttalis
Nosophora albiguttalis är en fjärilsart som beskrevs av Swinhoe 1890. Nosophora albiguttalis ingår i släktet Nosophora och familjen Crambidae. Inga underarter finns listade i Catalogue of Life.